# Реджепи, Люм
Люм Реджепи (фин. Lum Rexhepi; 3 августа 1992, Турку, Финляндия) — финский футболист, защитник.

## Клубная карьера
27 января 2015 года Реджепи заключил годовой контракт с «Лиллестрёмом», но пропустил весь сезон из-за травмы. Клуб не стал подписывать с ним новое соглашение
15 января 2016 года Люм вернулся в чемпионат Финляндии, подписав годовой контракт с ХИК.
9 февраля 2017 года перешёл в нидерландский «Гоу Эхед Иглз» из Девентера. 2 апреля дебютировал за клуб в матче против «Твенте», в котором его команда одержала победу со счётом 2:1. В первом сезоне за клуб провёл на поле всего 13 минут, во втором — не сыграл ни разу. В январе 2018 года стал свободным агентом.

## Карьера в сборной
Выступал за сборные Финляндии разных возрастов. За основную команду дебютировал 26 января 2013 года в матче против Швеции. Ту встречу сборная Реджепи проиграла со счётом 0:3.
За сборную Косова дебютировал 5 марта 2014 года в игре против Гаити. Встреча завершилась нулевой ничьей.